# Адел
Адел Лори Блу Адкинс (енгл. Adele Laurie Blue Adkins; Лондон, 5. мај 1988) позната под мононимом Адел   је британска певачица и текстосписатељица. Она је један је од најпродаванијих извођача на свету, са продајом од преко 120 милиона плоча. Након што је 2006. дипломирала уметност на Лондонској школи за извођачке уметности и технологију, Адел је потписала уговор са дискографском кућом, XL Recordings. Свој деби албум 19 објавила је 2008, а на њему се налазе „Chasing Pavements” и „Make You Feel My Love” који су доспели до најбољих пет синглова у УК. Албум је добио осам платинастих сертификата у УК и три у САД. Адел је освојила награду Брит за звезду у успону и награду Греми за најбољег новог извођача.
Године 2011. Адел је објавила свој други студијски албум, 21. Постао је најпродаванији албум на свету 21. века, са продајом од преко 31 милион примерака. Албум је добио 17 платинастих сертификата у УК (више од било ког соло извођача) и дијамантски у САД. Billboard је 21 прогласио за најпродаванији албум у историји америчких топ-листа, а 24 седмице је био на врху листе  200 (најдуже за женског извођача). Први је женски извођач у историји листе  100 који је као главни извођач истовремено имао три сингла у првих десет, што је остварила песмама „Rolling in the Deep”, „Someone Like You” и „Set Fire to the Rain”, које су се такође нашле на врху топ-листе. Албум је добио рекордних шест награда Греми, укључујући награду за албум године, као и награду Брит за британски албум године. Успех албума донео јој је бројна помена у Гинисовој књизи рекорда.
Године 2012. Адел је објавила „Skyfall”, сингл са саундтрека за истоимени филм серије Џејмс Бонд, који је освојио Оскара и Златни глобус за најбољу оригиналну песму. Свој трећи студијски албум 25 објавила је 2015, који је постао најпродаванији албум године и оборио рекорде продаје током прве седмице у УК и САД. 25 је њен други албум који је добио дијамантски сертификат у САД и освојио пет награда Греми, укључујући награду за албум године, као и четири награде Брит, укључујући награду за британски албум године. Његов водећи сингл „Hello” постао је прва песма у САД која је продата у више од милион дигиталних примерака у року од једне седмице од објављивања. Свој четврти студијски албум 30, који садржи сингл „Easy on Me”, објавила је 2021. и постао је најпродаванији албум 2020-е деценије у УК, најпродаванији албум 2021. у САД и освојио награду Брит за најбољи британски албум.
Аделина признања чине петнаест награда Греми и дванаест награда Брит. Године 2011, 2012 и 2016. Billboard ју је прогласио за извођача године. На додели награда Ајвор Новело 2012. и 2016. године, Британска академија текстописаца, композитора и аутора је прогласила Адел за текстописца године. Године 2012. била је на петом месту VH1-ове листе 100 најбољих жена у музици. Године 2012. и 2016. часопис Time ју је прогласио једном од најутицајнијих људи на свету. Добила је Орден Британског царства на рођенданским почастима краљице 2013. за рад у музици. Својом трећом турнејом оборила је рекорде посећености широм света, укључујући УК, Аустралију и САД, а Rolling Stone је уврстио њен албум 21 на листу 500 најбољих албума свих времена (2020).

## Биографија

### Детињство
Дана 5. маја 1988, самохрана малолетна мајка родила је Адел Лори Блу Адкинс у Тотенхему, Лондон, Енглеска. Почела је да пева када је имала четири године и тврди да је тада постала опседнута гласовима. Адел је навела Спајс герлс као велики узор за њену љубав и страст према музици, наводећи да су оне направиле особу каква је она данас.
Са 11 година, Адел и њена мајка, која је била произвођач намештаја и организатор активности за учење одраслих, преселиле су се у Западни Норвуд, у јужном Лондону, Западни Норвуд је био инспирација за њену прву песму, Hometown Glory, коју је написала када је имала 16 година. После селидбе у јужни Лондон, заинтересовала се за РнБ музику уметника као што су Алија, Дестинис чајлд и Мери Џеј Блајџ.
Адел тврди да је један од најлепших тренутака у свом животу доживела када је имала око 13 година и гледала наступ Пинк на Брикстон академији са песмом Missundaztood. Изјавила је, такође, да је имала врсту осећаја као да је у ваздушном тунелу, јер никада није чула да неко пева тако уживо, те да је било невероватно.

### Каријера

#### Почеци каријере
Адел је завршила Лондонску школу за извођачке уметности и технологију у мају 2006. године, заједно у класи са Лионом Луис. Адел каже да је школа највише заслужна за неговање њеног талента, иако није хтела да се бави певањем већ да тражи таленте и надгледа њихов уметнички развој. Снимила је три демо песме за један пројекат у школи и дала их је пријатељу, који их је поставио на Мајспејс, где су постале веома успешне, што је довело позива од музичке куће XL-Recordings. Сумњала је да је понуда стварна, јер једина издавачка кућа која јој је била позната је Virgin Records, па је повела пријатеља са њом на састанак. Ник Хаџет из XL-Recordings препоручује Адел менаџера Џонатана Дикинса, а у јуну 2006, Дикинс је постао њен званични представник. Адел је своју дебитантску песму Hometown Glory, објавила у октобру 2007. године, а постала је први добитник Брит награде у категорији избора критичара и проглашена је, од стране BBC-јеве анкете музичких критичара, као најочекиванији пробој у 2008. години.

#### Албум 19
Албум  19 дебитовао је на британској топ-листи као број један, а Енциклопедија модерне музике магазина Тајмс прогласио га је суштинским Blue-Eyed Soul снимком. Свој други сингл, Chasing Pavements, издала је 14. јануара 2008. године, две недеље пре свог дебитантског албума. Најбољи пласман песме на британској топ-листи било је друго место, на којем је остала четири недеље. Адел је била номинована за музичку награду Меркури 2008. године Освојила је награду Urban Music Award у категорији најбољи џез акт. Такође, Q Awards, доделио јој је номинацију у категорији најбољег новог извођача, као и номинацију у категорији за најбољи женски вокал Уједињеном Краљевству. У марту 2008, Адел је потписала уговор са Columbia Records и XL Recordings, ради њеног пробијања на тржиште у САД, те је кренула на кратку северноамеричку турнеју у истом месецу. Светску турнеју, An Evening with Adele, започела је у мају 2008, а завршила у јуну 2009. године. Касније је отказала америчку турнеју како би била са бившим дечком. За Најлон магазин у јуну 2009. године рекла је да је пила превише и да је то био вид основа њеног односа са тим дечком. Такође је изјавила да није могла да поднесе време без њега, тако да је одлучила да откаже турнеју, изјавивши притом да не може да верује да је то урадила, те да јој се то чини веома незахвално према публици. У новембру се преселила у Нотинг Хил, и иселивши се из куће њене мајке, одлучила је да одустане од пића. Албум 19 пуштен је у продају у САД у јуну, али до октобра 2008, било је очигледно да покушај Адел да се пробије на америчко тржиште није успео. Дана 18. октобра била је музички госту у емисији Saturday Night Live. Емисија је била веома гледана због појављивања тада кандидата за потпредседника САД, Саре Пејлин. Са 17 милиона гледалаца, емисија је била најгледанија у својих 14 година приказивања, а Адел је извела Chasing Pavements и Cold Shoulder. Наредног дана, албум 19 нашао се на врху iTunes листе, а на сајту  доспео на пето место, док је Chasing Pavements ушао међу првих 25 хитова. На Билбордовој листи 200 албум је достигао 11. место, што је био скок од 35 места у односу на претходну недељу. Од стране Америчког удружења музичких индустрија, у фебруару 2009. године, 19 је добио златну сертификацију, а до јула 2009. године, албум је продат у 2,2 милиона примерака широм света.
У јулу 2008. године, Адел је платила 8000 фунти за слику Стеле Вајн у склопу добротворне аукције у помоћ Keep a Child Alive, добротворне организације која помаже афричкој деци и њиховим породицама које живе са ХИВом или АИДСом. Адел је планирала да од Стеле Вајн затражи да наслика портрет њене маме и ње. На 51. додели Греми награда 2009. године, Адел је освојила награде у категоријама за најбољег новог извођача, као и за најбољу женску вокалну изведбу године. Такође је била номинована у категоријама снимак године и песма године. Адел је била номинована за три Брит награде у категоријама најбољи британски женски извођач, најбољи британски солиста, као и у категорији најбољи британски пробој. Британски премијер Гордон Браун послао је захвалницу Адел у којој је изјавио да у финансијским невољама у којим се земља налази, она светлост на крају тунела. Дана 17. септембра 2009. године, Адел је извела у Бруклинској музичкој академији, за телевизијски канал ВХ1, концерт за прикупљање новца за добротворну фондацију „Сачувај музику“, док је 6. децембра, четрдесетооминутним концертом, отворила 2. годишњу добротворну фондацију Џона Мајера, која је одржана у Нокиа театру у Лос Анђелесу, Калифорнија.
Године 2010, Аделе је добила Греми номинацију у категорији за најбољу женску поп вокалну изведбу за песму Hometown Glory. У априлу њена песма My Same ушла је на немачку топ-листу након што ју је Лена Мајер Ландрут извела на такмичењу Unser Star für Oslo, на ком је биран немачки представник за Песму Евровизије 2010.

#### Албум 21
Свој други студијски албум, 21, Адел је издала 24. јануара 2011. у Уједињеном Краљевству и 22. фебруара у САД. Песме на албуму описане су као класични и савремени звуци кантри музике. На промене у звуку, за разлику од њеног првог албума, утицао је возач аутобуса који је пуштао само кантри музику када је била на турнеји по америчком југу. За Спин магазин је изјавила да јој је било је заиста узбудљиво да ради са таквом врстом музике, јер није одрасла уз њу. Наслов албума представља њене године у којима је писала песме. Албум 21 постао је број 1 у 18 земаља, укључујући Сједињене Државе. Од јуна 2011, Аделе је продала 2,5 милиона примерака и 992.000 дигиталних копија албума 21 у Сједињеним Државама, што је најпродаванији албум у обе категорије у првој половини 2011. године. Први сингл, Rolling in the Deep достигао је број 1 у 8 земаља, укључујући и листу Билборд хот 100. Дана 21. августа 2011, песма је продана у 4,825 милиона дигиталних копија у САД, што је највише проданих дигиталних копија једне песме икада продане у једној години у САД.
У Уједињеном Краљевству, где је албум такође достигао прво место, продато је 208.000 примерака у првој недељи што је најпродаванији албум издат у јануару у последњих пет година. Средином фебруара 2011, након наступа на Брит наградама, њена песма Someone Like You достигла је број један на топ-листама у Уједињеном Краљевству, док је албум такође достигао прво место, које је држао четири узастопне недеље. Званична компанија за топ-листе објавила је да је Адел први живи уметник чија су се два сингла, као и њена два албума нашла међу првих пет у једној недељи истовремено, а то, до тада, нико није постигао осим Битлса 1964. године.Такође, први пут да су два албума од једног музичара држала прва два места на топ-листама у Уједињеном Краљевству, још од Корса, фолк-рок музичке групе из Ирске 1999. године. Албум је провео 11 узастопних недеља на првом месту, пре него што га је албум Wasting Light групе Фу Фајтерс скинуо са броја један. Следеће недеље, албум се вратио на прво место, те ту позицију држао још пет недеља у низу. У јулу, њен сингл Someone Like You, поставио је још један рекорд, поставши прва песма која је продата у више од милион примерака у Уједињеном Краљевству у овој деценији. У септембру, албум је продат у преко 3 милиона примерака, а Адел је постала први уметник у музичкој историји Уједињеног Краљевства који је успео да прода 3 милиона копија албума у једној календарској години. Someone Like You је постао њен други узастопни број један сингл на листи Хот 100, што је Адел учинило да постане једина британска певачица са два узастопна број један сингла са истог албума. Такође, песма је ушла у историју са највећим скоком на број 1 у 53-годишњој историји графикона. Песма је постала прва балада на врху Билборд хот 100 листе чија се композиција састојала само од гласа и клавира.
Како би промовисала нови албум, Адел је кренула на турнеју названу Adele Live, која је била распродата у Северној Америци. Њена публика на концерту у мају 2011. у Бикон театру у Њујорку је описана као мешавина различитих осећања, јер су на излазима неки плакали, док су други звиждали.
У августовском издању магазина Q Адел је открила да већ ради на новом албуму и да је написала седам песама за исти. Обећала је да ће албум бити много интимнији и огољенији него прва два. Речима да албум неће бити велике продукције, додала је да жели да то буде албум који ће бити приврженији акустичним и клавирским звуцима. Изјавила је да све што напише, као и све што изађе из ње, жели да евидентира. Изјаву да ће снимање трећег албума трајати много дуже, објаснила је речима како жели да то уради на свој начин.
У октобру 2011, Адел је била приморана да откаже два концерта због проблема са гласним жицама. Објавила је изјаву рекавши да је потребно дуже време, како би се избегло трајно оштећење њеног гласа. Дана 28. октобра, Адел је изјавила да пролази кроз низ операције како би ублажила тренутне проблеме са грлом, додајући како нема апсолутно другог избора, него да се опорави правилно и потпуно, или ће оштетити свој глас заувек. У првој недељи новембра, отишла је на ласерску микрохирургију у САД.
У новембру 2011, са албумом  21, Адел је постала први уметник који је успео да прода више од милион примерака на европској продавници сајта Ајтјунс.

## Уметничка делатност и утицај
Аделин глас категорисан је као контраалт. У почетку, критичари су писали како је њен глас развијенији и интригантнији од њених песама, са чиме се Адел сложила. Жанр њеног првог албума је соул, са песмама које описују тешку тугу и однос између две особе. Њен успех догодио се истовремено са неколико других британских женских соул певача, а британска штампа представила ју је као нову Ејми Вајнхаус. Ово је описано као трећа британска музичка инвазија САД. Међутим, Адел је на поређења између ње и осталих соул певачица одговорила да су оне жене, а не жанр. До почетка 2009, слушаоци и критичари почели су да описују Адел као јединствену. Часопис AllMusic је написао да је Адел једноставно сувише магична да би је упоређивали са било ким. За свој четврти албум, 4, Бијонсе Ноулс навела је Адел као један од узора.

## Дискографија
- 19 (2008)
- 21 (2011)
- 25 (2015)
- 30 (2021)

## Филмографија
| Година | Српски назив               | Изворни назив                                                                                    | Напомене                                                                                                 |
| ------ | -------------------------- | ------------------------------------------------------------------------------------------------ | --- |
| 2007.  | Вече са Џулсом Холандом    |                                                                                                  | епизода: 8. јун 2007.                                                                                    |
| 2008.  | Вече са Џулсом Холандом    | епизода: 1. април 2008.                                                                          | |
| 2008.  |                            | епизода: 4. октобар 2008.                                                                        | |
| 2008.  | Уживо суботом увече        |                                                                                                  | епизода: „Џош Бролин / Адел”                                                                             |
| 2008.  |                            | 22. октобар 2008.                                                                                | |
| 2008.  |                            | епизода: 6. децембар 2008.                                                                       | |
| 2008.  |                            | епизода: 31. децембар 2008.                                                                      | |
| 2009.  | Ружна Бети                 |                                                                                                  | епизода: „У звездама”: камео улога                                                                       |
| 2009.  |                            | епизода: 23. јул 2009.                                                                           | |
| 2011.  | Вече са Џулсом Холандом    |                                                                                                  | епизода: 6. мај 2011.                                                                                    |
| 2012.  |                            |                                                                                                  | емисија који садржи најзанимљивије делове Аделиног концерта 21. септембра 2011. у оквиру њене турнеје, Adele Live. |
| 2015.  |                            |                                                                                                  | телевизијски специјал                                                                                    |
| 2015.  | Уживо суботом увече        |                                                                                                  | епизода: „Метју Маконахи / Адел”                                                                         |
| 2015.  |                            | телевизијски специјал; такође извршна продуценткиња                                              | |
| 2016.  | Гластонбери фестивал 2016. |                                                                                                  | Адел предводи на позорници пирамиде у Гластонберију.                                                     |
| 2020.  | Уживо суботом увече        |                                                                                                  | епизода: „Адел / H.E.R.”                                                                                       |
| 2021.  |                            |                                                                                                  | амерички телевизијски специјал са наступима песама с албума 30 и интервјуом са Опром Винфри.             |
| 2021.  |                            | британски телевизијски специјал са наступима песама с албума 30 и познатим личностима у публици. | |
| 2022.  | 42. додела награда Брит    |                                                                                                  | британска додела награда                                                                                 |

## Концертне турнеје

### Предводећи концерти
- (2008—2009)
- (2011)
- (2016—2017)

### Резиденције и једнократни концерти
- (померено)
- (2022)

## Извори и литература
- Bently, David (10. 3. 2016). „Tickets to See Adele in Birmingham Up for Sale for Jaw-Dropping £1,300 Each”. Birmingham Mail. Приступљено 18. 9. 2017.
- Cairns, Dan (1. 2. 2009). „Blue-Eyed Soul: Encyclopedia of Modern Music”. The Sunday times Culture's Encyclopedia of Modern Music. Архивирано из оригинала 16. 06. 2011. г. Приступљено 17. 9. 2017.
- Frehsée, Nicole (22. 1. 2009). „Meet Adele, the U.K.'s Newest Soul Star.” (PDF). Rolling Stone. св. 8. стр. 26. Архивирано из оригинала (PDF) 8. 11. 2012. г. Приступљено 18. 9. 2017.
- O'Donnell, Kevin (2. 11. 2010). „Adele: New Records is 'Quite Different': British Singers Talks About the Roots and Country Influences of Her New Album, 21”. Spin. Приступљено 18. 9. 2017.